# Pont del Camí al Regàs
El Pont del Camí al Regàs és una obra d'Arbúcies (Selva) inclosa a l'Inventari del Patrimoni Arquitectònic de Catalunya.

## Descripció
Pont d'un sol arc, fet amb pedra i maons, pla i amb unes petites baranes de pedra. Es troba en el camí del Regás i els Crous de Llors. Passa per sobre de la riera d'Arbúcies, afluent per l'esquerra del Tordera.